# Rivalità calcistica Messico-Stati Uniti
La rivalità calcistica Messico-Stati Uniti è una rivalità sportiva tra le due maggiori potenze della CONCACAF. La prima partita è stata giocata nel 1934 e le squadre si sono incontrate 74 volte, con il Messico in testa alla serie generale 36–16–22 (Vittorie – Pareggi – Sconfitte). Tuttavia, gli Stati Uniti mantengono il vantaggio dal 2000, con un vantaggio di 17–7–9 (Vittorie – Pareggi – Sconfitte) nel 21º secolo.
Le partite tra le due nazioni spesso attirano molta attenzione dei media, interesse pubblico e critiche in entrambi i paesi. Le partite USA-Messico sono molto seguite; diverse partite all'Estadio Azteca in Messico hanno attirato oltre 100.000 spettatori e diverse partite al Rose Bowl negli Stati Uniti ne hanno attirato oltre 90.000.
Gli incontri più importanti si svolgono nelle partite di qualificazione alla Coppa del Mondo FIFA disputate ogni quattro anni e nei principali tornei come la CONCACAF Gold Cup. La rivalità si svolge spesso in amichevoli annuali programmate durante i primi mesi dell'anno nelle città degli Stati Uniti con grandi popolazioni messicano-americane come Los Angeles, Houston e Chicago.

## Lista degli incontri
| N. | Data              | Luogo                    | Competizione                                                       | Incontro              | Risultato             |
| -- | ----------------- | ------------------------ | ------------------------------------------------------------------ | --------------------- | --------------------- |
| 1  | 24 maggio 1934    | Roma                     | Qualificazioni al campionato mondiale di calcio 1934               | Stati Uniti - Messico | 4 - 2                 |
| 2  | 12 settembre 1937 | Città del Messico        | Amichevole                                                         | Messico - Stati Uniti | 7 - 2                 |
| 3  | 19 settembre 1937 | Città del Messico        | Amichevole                                                         | Messico - Stati Uniti | 7 - 3                 |
| 4  | 26 settembre 1937 | Città del Messico        | Amichevole                                                         | Messico - Stati Uniti | 5 - 1                 |
| 5  | 13 luglio 1947    | L'Avana                  | Campionato nordamericano di calcio 1947                            | Messico - Stati Uniti | 5 - 0                 |
| 6  | 4 settembre 1949  | Città del Messico        | Qualificazioni al campionato mondiale di calcio 1950               | Messico - Stati Uniti | 6 - 0                 |
| 7  | 18 settembre 1949 | Città del Messico        | Qualificazioni al campionato mondiale di calcio 1950               | Messico - Stati Uniti | 6 - 2                 |
| 8  | 10 gennaio 1954   | Città del Messico        | Qualificazioni al campionato mondiale di calcio 1954               | Messico - Stati Uniti | 4 - 0                 |
| 9  | 14 gennaio 1954   | Città del Messico        | Qualificazioni al campionato mondiale di calcio 1954               | Messico - Stati Uniti | 3 - 1                 |
| 10 | 7 aprile 1957     | Città del Messico        | Qualificazioni al campionato mondiale di calcio 1958               | Messico - Stati Uniti | 6 - 0                 |
| 11 | 28 aprile 1957    | Long Beach               | Qualificazioni al campionato mondiale di calcio 1958               | Messico - Stati Uniti | 7 - 2                 |
| 12 | 3 novembre 1960   | Los Angeles              | Qualificazioni al campionato mondiale di calcio 1962 - NAFC e CCCF | Stati Uniti - Messico | 3 - 3                 |
| 13 | 6 novembre 1960   | Città del Messico        | Qualificazioni al campionato mondiale di calcio 1962 - NAFC e CCCF | Messico - Stati Uniti | 3 - 0                 |
| 14 | 3 luglio 1965     | Los Angeles              | Qualificazioni al campionato mondiale di calcio 1966 - CONCACAF    | Stati Uniti - Messico | 2 - 2                 |
| 15 | 12 marzo 1965     | Città del Messico        | Qualificazioni al campionato mondiale di calcio 1966 - CONCACAF    | Messico - Stati Uniti | 2 - 0                 |
| 16 | 3 settembre 1972  | Città del Messico        | Qualificazioni al campionato mondiale di calcio 1974 - CONCACAF    | Messico - Stati Uniti | 3 - 1                 |
| 17 | 10 settembre 1972 | Los Angeles              | Qualificazioni al campionato mondiale di calcio 1974 - CONCACAF    | Stati Uniti - Messico | 1 - 2                 |
| 18 | 16 ottobre 1973   | Città del Messico        | Amichevole                                                         | Messico - Stati Uniti | 2 - 0                 |
| 19 | 9 maggio 1974     | San Nicolás de los Garza | Amichevole                                                         | Messico - Stati Uniti | 3 - 1                 |
| 20 | 8 settembre 1974  | Dallas                   | Amichevole                                                         | Stati Uniti - Messico | 0 - 1                 |
| 21 | 24 agosto 1975    | Città del Messico        | Amichevole                                                         | Messico - Stati Uniti | 2 - 0                 |
| 22 | 3 ottobre 1976    | Los Angeles              | Qualificazioni al campionato mondiale di calcio 1978 - CONCACAF    | Stati Uniti - Messico | 0 - 0                 |
| 23 | 15 ottobre 1976   | Puebla de Zaragoza       | Qualificazioni al campionato mondiale di calcio 1978 - CONCACAF    | Messico - Stati Uniti | 3 - 0                 |
| 24 | 27 settembre 1977 | San Nicolás de los Garza | Amichevole                                                         | Messico - Stati Uniti | 3 - 0                 |
| 25 | 9 novembre 1980   | Città del Messico        | Qualificazioni al campionato mondiale di calcio 1982 - CONCACAF    | Messico - Stati Uniti | 5 - 1                 |
| 26 | 23 novembre 1980  | Fort Lauderdale          | Qualificazioni al campionato mondiale di calcio 1982 - CONCACAF    | Stati Uniti - Messico | 2 - 1                 |
| 27 | 10 maggio 1990    | Burnaby                  | Campionato nordamericano di calcio 1990                            | Stati Uniti - Messico | 0 - 1                 |
| 28 | 12 marzo 1991     | Los Angeles              | Campionato nordamericano di calcio 1991                            | Stati Uniti - Messico | 2 - 2                 |
| 29 | 5 luglio 1991     | Los Angeles              | CONCACAF Gold Cup 1991                                             | Stati Uniti - Messico | 2 - 0                 |
| 30 | 25 luglio 1993    | Città del Messico        | CONCACAF Gold Cup 1993                                             | Messico - Stati Uniti | 4 - 0                 |
| 31 | 13 ottobre 1993   | Washington               | Amichevole                                                         | Stati Uniti - Messico | 1 - 1                 |
| 32 | 4 giugno 1994     | Pasadena                 | Amichevole                                                         | Stati Uniti - Messico | 1 - 0                 |
| 33 | 18 giugno 1995    | Washington               | U.S. Cup 1995                                                      | Stati Uniti - Messico | 4 - 0                 |
| 34 | 17 luglio 1995    | Paysandú                 | Copa América 1995                                                  | Stati Uniti - Messico | 0 - 0 (dts) (4-1 dtr) |
| 35 | 16 giugno 1996    | Pasadena                 | U.S. Cup 1996                                                      | Stati Uniti - Messico | 2 - 2                 |
| 36 | 19 gennaio 1997   | Pasadena                 | U.S. Cup 1997                                                      | Stati Uniti - Messico | 0 - 2                 |
| 37 | 20 aprile 1997    | Foxborough               | Qualificazioni al campionato mondiale di calcio 1998 - CONCACAF    | Stati Uniti - Messico | 2 - 2                 |
| 38 | 2 novembre 1997   | Città del Messico        | Qualificazioni al campionato mondiale di calcio 1998 - CONCACAF    | Messico - Stati Uniti | 0 - 0                 |
| 39 | 15 febbraio 1998  | Los Angeles              | CONCACAF Gold Cup 1998                                             | Stati Uniti - Messico | 0 - 1                 |
| 40 | 13 marzo 1999     | San Diego                | U.S. Cup 1999                                                      | Stati Uniti - Messico | 1 - 2                 |
| 41 | 1º agosto 1999    | Città del Messico        | FIFA Confederations Cup 1999                                       | Messico - Stati Uniti | 1 - 0 (dts)           |
| 42 | 11 giugno 2000    | East Rutherford          | U.S. Cup 2000                                                      | Stati Uniti - Messico | 3 - 0                 |
| 43 | 25 ottobre 2000   | Los Angeles              | Amichevole                                                         | Stati Uniti - Messico | 2 - 0                 |
| 44 | 28 febbraio 2001  | Columbus                 | Qualificazioni al campionato mondiale di calcio 2002 - CONCACAF    | Stati Uniti - Messico | 2 - 0                 |
| 45 | 1º luglio 2001    | Città del Messico        | Qualificazioni al campionato mondiale di calcio 2002 - CONCACAF    | Messico - Stati Uniti | 1 - 0                 |
| 46 | 3 aprile 2002     | Denver                   | Amichevole                                                         | Stati Uniti - Messico | 1 - 0                 |
| 47 | 17 giugno 2002    | Jeonju                   | Campionato mondiale di calcio 2002                                 | Stati Uniti - Messico | 2 - 0                 |
| 48 | 8 maggio 2003     | Houston                  | Amichevole                                                         | Stati Uniti - Messico | 0 - 0                 |
| 49 | 28 aprile 2004    | Dallas                   | Amichevole                                                         | Stati Uniti - Messico | 1 - 0                 |
| 50 | 27 marzo 2005     | Città del Messico        | Qualificazioni al campionato mondiale di calcio 2006 - CONCACAF    | Messico - Stati Uniti | 2 - 1                 |
| 51 | 3 settembre 2005  | Columbus                 | Qualificazioni al campionato mondiale di calcio 2006 - CONCACAF    | Stati Uniti - Messico | 2 - 0                 |
| 52 | 7 febbraio 2007   | Glendale                 | Amichevole                                                         | Stati Uniti - Messico | 2 - 0                 |
| 53 | 24 giugno 2007    | Chicago                  | CONCACAF Gold Cup 2007                                             | Stati Uniti - Messico | 2 - 1                 |
| 54 | 6 febbraio 2008   | Houston                  | Amichevole                                                         | Stati Uniti - Messico | 2 - 2                 |
| 55 | 11 febbraio 2009  | Columbus                 | Qualificazioni al campionato mondiale di calcio 2010 - CONCACAF    | Stati Uniti - Messico | 2 - 0                 |
| 56 | 26 luglio 2009    | East Rutherford          | CONCACAF Gold Cup 2009                                             | Stati Uniti - Messico | 0 - 5                 |
| 57 | 12 agosto 2009    | Città del Messico        | Qualificazioni al campionato mondiale di calcio 2010 - CONCACAF    | Messico - Stati Uniti | 2 - 1                 |
| 58 | 25 giugno 2011    | Pasadena                 | CONCACAF Gold Cup 2011                                             | Stati Uniti - Messico | 2 - 4                 |
| 59 | 10 agosto 2011    | Filadelfia               | Amichevole                                                         | Stati Uniti - Messico | 1 - 1                 |
| 60 | 15 agosto 2012    | Città del Messico        | Amichevole                                                         | Messico - Stati Uniti | 0 - 1                 |
| 61 | 26 marzo 2013     | Città del Messico        | Qualificazioni al campionato mondiale di calcio 2014 - CONCACAF    | Messico - Stati Uniti | 0 - 0                 |
| 62 | 10 settembre 2013 | Columbus                 | Qualificazioni al campionato mondiale di calcio 2014 - CONCACAF    | Stati Uniti - Messico | 2 - 0                 |
| 63 | 2 aprile 2014     | Glendale                 | Amichevole                                                         | Stati Uniti - Messico | 2 - 2                 |
| 64 | 15 aprile 2015    | San Antonio              | Amichevole                                                         | Stati Uniti - Messico | 2 - 0                 |
| 65 | 10 ottobre 2015   | Pasadena                 | CONCACAF Cup                                                       | Stati Uniti - Messico | 2 - 3 (dts)           |
| 66 | 11 novembre 2016  | Columbus                 | Qualificazioni al campionato mondiale di calcio 2018 - CONCACAF    | Stati Uniti - Messico | 1 - 2                 |
| 67 | 11 giugno 2017    | Città del Messico        | Qualificazioni al campionato mondiale di calcio 2018 - CONCACAF    | Messico - Stati Uniti | 1 - 1                 |
| 68 | 11 settembre 2018 | Nashville                | Amichevole                                                         | Stati Uniti - Messico | 1 - 0                 |
| 69 | 7 luglio 2019     | Chicago                  | CONCACAF Gold Cup 2019                                             | Stati Uniti - Messico | 0 - 1                 |
| 70 | 6 settembre 2019  | East Rutherford          | Amichevole                                                         | Stati Uniti - Messico | 0 - 3                 |
| 71 | 6 giugno 2021     | Denver                   | CONCACAF Nations League 2019-2020                                  | Stati Uniti - Messico | 3 - 2 (dts)           |
| 72 | 1º agosto 2021    | Paradise                 | CONCACAF Gold Cup 2021                                             | Stati Uniti - Messico | 1 - 0 (dts)           |
| 73 | 12 novembre 2021  | Cincinnati               | Qualificazioni al campionato mondiale di calcio 2022 - CONCACAF    | Stati Uniti - Messico | 2 - 0                 |
| 74 | 24 marzo 2022     | Città del Messico        | Qualificazioni al campionato mondiale di calcio 2022 - CONCACAF    | Messico - Stati Uniti | 0 - 0                 |
| 75 | 15 giugno 2023    | Paradise                 | CONCACAF Nations League 2022-2023                                  | Stati Uniti - Messico | 3 - 0                 |
| 76 | 24 marzo 2024     | Arlington                | CONCACAF Nations League 2023-2024                                  | Stati Uniti - Messico | 2 - 0                 |
| 77 | 15 ottobre 2024   | Zapopan                  | Amichevole                                                         | Messico - Stati Uniti | 2 - 0                 |

## Statistiche

### Nel complesso
|                                       | Partite | Risultati | Risultati   | Risultati |
| Messico                               | Partite | Pareggi   | Stati Uniti |           |
| ------------------------------------- | ------- | --------- | ----------- | --------- |
| Campionati mondiali                   | 1       | 0         | 0           | 1         |
| Qualificazioni al campionato mondiale | 31      | 16        | 8           | 7         |
| Confederations Cup                    | 1       | 1         | 0           | 0         |
| Copa América                          | 1       | 0         | 1           | 0         |
| CONCACAF Gold Cup                     | 8       | 5         | 0           | 3         |
| CONCACAF Cup                          | 1       | 1         | 0           | 0         |
| Campionato nordamericano di calcio    | 3       | 2         | 1           | 0         |
| Amichevoli                            | 27      | 11        | 6           | 10        |
| Totale                                | 74      | 36        | 16          | 22        |

## Nella cultura di massa
Un documentario del 2012, Gringos at the Gate / Ahi Vienen Los Gringos, scritto e diretto da Pablo Miralles, Roberto Donati e Michael Whalen, si concentra sulle differenze culturali tra Stati Uniti e Messico quando si tratta di calcio. Ciò include il conflitto dei giocatori messicano-americani negli Stati Uniti mentre la loro famiglia potrebbe sostenere il Messico.